# Bauernmuseum Lammersdorf
Das Bauernmuseum Lammersdorf befindet sich in Lammersdorf, Simmerath. Es wird vom „Verein für Heimatgeschichte und Dorfkultur Lammersdorf e. V.“ unterhalten. Gezeigt werden in sieben nachgestellten Wohnräumen, einem Kuhstall mit Werkstatt, einer Scheune und einem  Informationsraum unter anderem Geräte, Einrichtungen und ein Backhaus. Über 3000 Exponate zu den Themen wie beispielsweise Vom Korn zum Brot, Vom Flachs zum Leinen und Vom Schaf zur Wolle stellen die beschwerliche Arbeit der Eifeler Bauern dar.
Die Idee, in Lammersdorf/Eifel ein Heimatmuseum gründen, entstand 1983, als der Lammersdorfer Lehrer und Heimatfreund H. Jürgen Siebertz auf den Gedanken kam, möglichst viele noch erhaltene bäuerliche Gerätschaften zusammenzutragen und der Öffentlichkeit zugänglich zu machen. Innerhalb weniger Monate kamen hunderte Exponate zusammen, die vorerst Aufnahme in einem Keller und einem Lagerschuppen fanden. Ein Jahr später war es dann so weit: Am 23. September 1984 wurde das Bauernmuseum im Rahmen eines Dorffestes eröffnet.
Der Verein für Heimatgeschichte und Dorfkultur Lammersdorf e. V. ist der Betreiber des Museums. Viele ehrenamtliche Mitarbeiter und Helfer haben über viele Jahre dieses alte Eifeler Bauernhaus und die dort ausgestellten Exponate restauriert und instand gehalten. Unterhalten und finanziert wird dieses Museum durch Mitgliedsbeiträge, Spenden, Eintrittsgeldern und Veranstaltungen wie beispielsweise durch das alljährliche Kindertheater kurz vor Weihnachten. Die Ausstattung des Museums ist so gestaltet, als ob die Bewohner erst eben das Haus verlassen hätten, um ihrer täglichen Arbeit nach zu gehen.